# Sceptrifera pulchra
Sceptrifera pulchra är en svampart som beskrevs av Deighton 1965. Sceptrifera pulchra ingår i släktet Sceptrifera, divisionen sporsäcksvampar och riket svampar.   Inga underarter finns listade i Catalogue of Life.